# باتريك هال
باتريك هال (14 مارس 1894 في المملكة المتحدة - 5 أغسطس 1941 في المملكة المتحدة) (بالإنجليزية: Patrick Hall)‏ هو عالم نبات ولاعب كريكت بريطاني وبريطاني (وحمل سابقاً جنسية المملكة المتحدة لبريطانيا العظمى وأيرلندا). لعب مع نادي مقاطعة هامبشاير للكريكت ‏ ونادي الكريكت في جامعة أكسفورد ‏.

## وصلات خارجية
- باتريك هال على موقع إي آس بي آن كريك إنفو (الإنجليزية)